# 特雷比紹夫

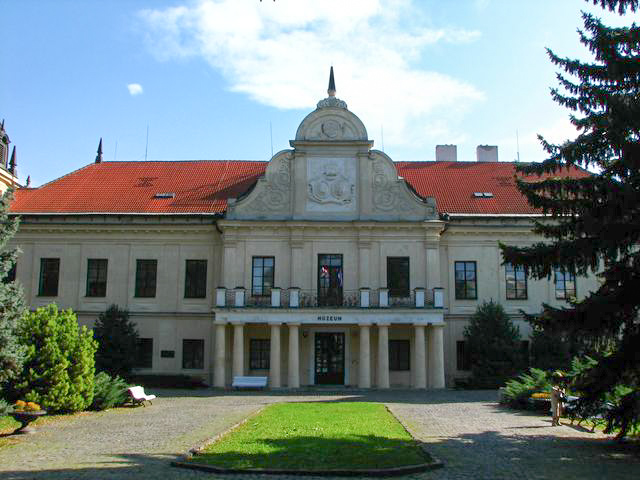

特雷比紹夫是斯洛伐克的城鎮，位於該國東南部，由科希策州負責管轄，面積70.16平方公里，海拔高度109米，該地區自新石器時代有人類居住，2005年人口23,152。

## 外部連結
- Municipal website （页面存档备份，存于） （斯洛伐克文）